# سانتیاگو پریم
سانتیاگو پریم (انگلیسی: Santiago Prim؛ زادهٔ ۱۱ مهٔ ۱۹۹۰) بازیکن فوتبال اهل آرژانتین است.
از باشگاه‌هایی که در آن بازی کرده‌است می‌توان به باشگاه ورزشی سن لورنسو آلماگرو و کلمبوس کرو اشاره کرد.